# StG44 (突撃銃)

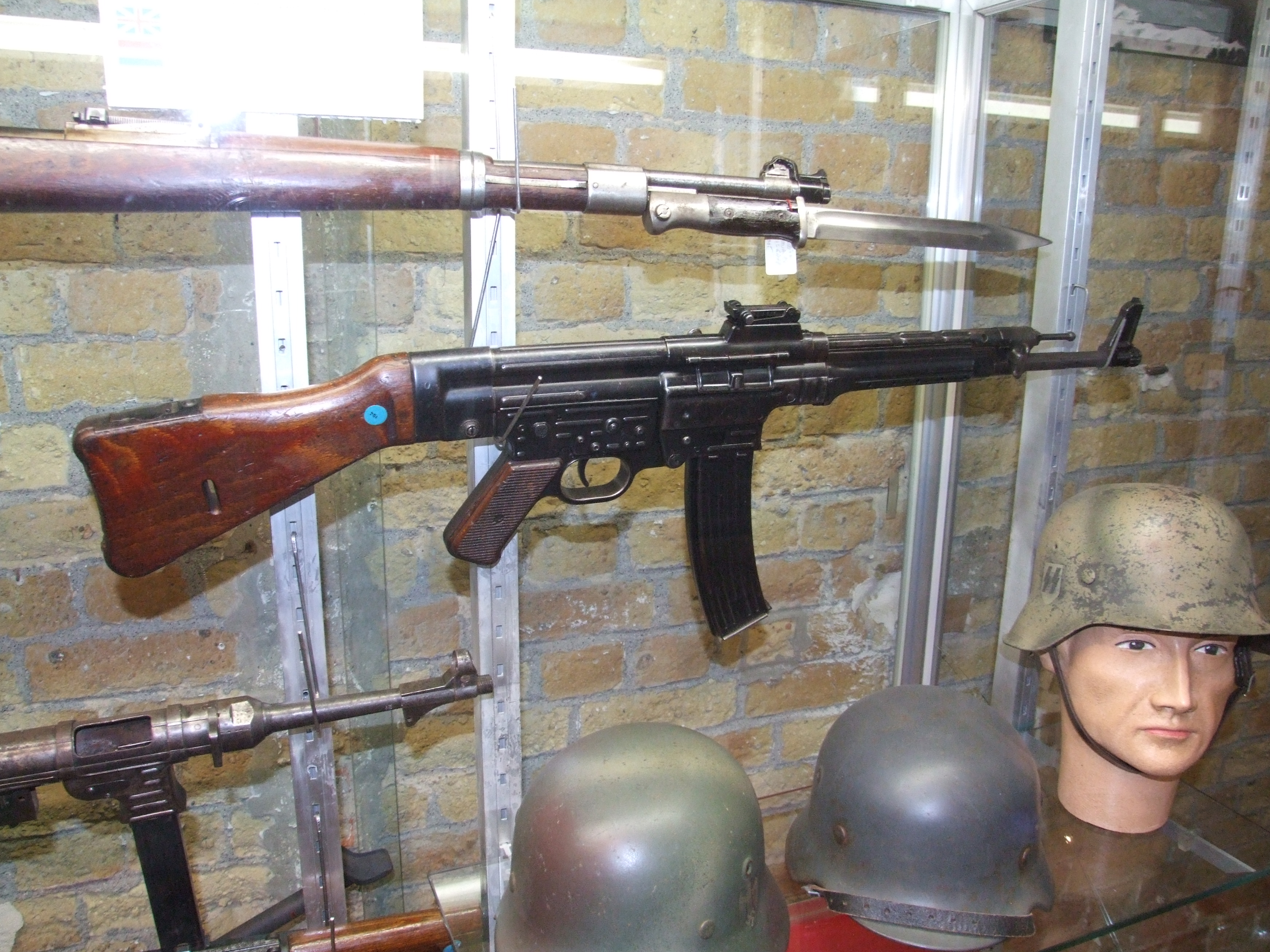
Sturmgewehr 44 - Mémorial du Souvenir, ダンケルク

StG44（ドイツ語: Sturmgewehr 44 シュトゥルムゲヴェーア・フィーアウントフィアツィヒ）は、第二次世界大戦中、ナチス・ドイツにより量産された軽量自動小銃である。現代的なアサルトライフルの始祖とみなされている。製造時期によりMP43、MP44などの名称が存在する。

## 概要
StG44は、騎兵銃、短機関銃、自動小銃を統合した性格を持つ銃として開発された。
弾薬は、従来のKar98k小銃などで用いられた7.92x57mmモーゼル弾よりも短い7.92x33mmクルツ弾を使用した。これは、装薬量を減らし、射程を短めに設定したもので、兵士1人あたりの携行弾数を増やすと同時に、フルサイズの小銃弾より反動を抑えることができた。このため、短機関銃のような全自動射撃と小銃のような狙撃を両立できた。
製造時期によりMP43、MP44、StG44と異なる名称を持つが、細部の改修を加えただけでいずれも本質的には同一の小銃である。主に政治的要因により試作型のMKb42(H)から種々の名前の変遷を経たが、最終的にはStG44として量産された。
StG44はSturmgewehr 44の略称である。このSturmgewehrシュトゥルム・ゲヴェーア（Sturm=「強襲・突撃」、Gewehr=「銃」）という言葉は英語圏においてAssault Rifleアサルト・ライフル（突撃・銃）と訳され、後にStG44と同種の武器を表す言葉として広く用いられるものとなった。
現代の軍隊で使用されているアサルトライフルの特徴を備えており、作動方式はガスオペレーション式で、セミオート（単発）とフルオート（連発）を切り替えられる。安全装置とセミ・フル切換装置は別個に設けられ、前者がレバー形状、後者がクロスボルト形状である。閉鎖方式はボルトの後端が上下するティルティングボルト方式で、前進したボルトが下降して閉鎖、後退するボルトキャリアに持ち上げられて開鎖がそれぞれ行われる。
鋼板プレス加工を利用して上下のフレームを成形し、その中に切削加工された部品をリベットやカシメで取り付けており、生産性向上とコストダウン、高品位な金属材料の節約が図られている。機関部もユニット化されていて、下部フレームから一括で取り出すことができる。グリップパネル（握把）は初期のものは木材が使用されていたが、後期のものはプラスチック製となった。トリガー（引き金）は大きめで引きやすく、それを守るトリガーガード（用心鉄）は内径が大きく作られており、防寒ミトン着用時にもトリガーを引きやすい形状となっていた。先端には、発射時に銃身内で発生した発射ガスが、その後に銃のボルト（遊底）を作動させるために導くガスシリンダーチューブ（作動ガス導管）へ流入するため、それを調整するガスシリンダープラグ（作動ガス規制子）が取付けられており、先端には叉銃用のロッドが付属する。照準器（照星と照門の組）は位置が高く設定され、フロントサイトには陽光の反射や影が照準の邪魔にならないように、取外し式のサイトフードが装着されている。銃身先端にはMP40に類似したアタッチメント追加用のねじが切られていたが、一方で銃剣ラグは設けられていなかった。右側面の排莢口には開閉式の防塵カバーが取り付けられていたが、左側面でコッキングハンドルが前後動するスロットは保護されていなかった。
バットストック（銃床）は、従来のライフル銃では射撃の反動で肩を痛めないように曲銃床が使用されていたのに対し、この銃では従来のライフル弾より反動が低い弾薬が使用されたため、反動が射手に対して水平に伝わる直銃床を採用し、銃口の跳ね上がりを抑えるとともに連射時の射撃精度を高めることができた。バットストック後部の保護板（床尾底板）は、上端と下端だけを覆う簡易的なものが使われている。バットストックの上面後部には手入れ用具の収納スペースが設けられている。本銃のメインスプリング（復座ばね）は設計上、レシーバーからバットストックにかけて内蔵されているため、もし木製のバットストックが折損、あるいは水分を吸って変形すると射撃不能になるおそれがあった。
フォアグリップはハンドガードを兼ねているが、プレス加工された鋼材が使用されていたため、熱伝導率が高く、連射を続けていると過熱して持てなくなる欠点がある。そこで実戦ではもっぱらマガジンハウジングを握ってホールドしていた。マガジン（弾倉）は、弾を千鳥配列式で30発の装填が可能だが（ダブルカラムマガジン、複列弾倉）、作動不良防止のため、戦場では弾を1-2発少なくして装填した。

## 歴史

### 背景
第二次世界大戦を通じてドイツ軍を悩ませていたのは、歩兵兵力の過少と火力不足であった。ドイツ軍の歩兵戦術において、歩兵火力の要は機関銃であり、小銃兵の任務は機関銃兵の援護とされていた。これに用いられたMG34はすぐれた汎用機関銃であったが、重量は約12kgもあり、歩兵の携行には難があった。
第二次大戦の激しい機動戦は、結果として広範な戦闘正面に過小な歩兵戦力を配置した戦線を広げた。歩兵の密度は戦闘教範の想定よりも低く、攻勢においても防御においても発射される弾量は減少した。また、市街戦でのドイツ軍歩兵分隊の火力は明らかに不足しており、機関銃の援護はしばしば不十分であった。このため、前衛部隊である突撃兵分隊では、移動中でも素早く射撃できる短機関銃を頻繁に使用した。しかし、短機関銃の使用する拳銃弾は、小銃弾に比べて射程が短く、威力不足が問題であった。そのため、突撃兵は市街から離れて近郊地区に出ると、短機関銃の使用を取りやめて、再びライフルを手にしていた。
一方でソ連赤軍は、大戦前から自動小銃の研究に熱心であり、既に配備も行われていた。トカレフSVT-38およびトカレフSVT-40などの半自動小銃が相当数装備されており、これらの調達数は、ドイツ軍の主力小銃であるKar98kを凌いでいた。ソ連軍が自動小銃を配備していることを知った前線の歩兵部隊からは、同様の自動小銃配備を要求する声があがり、ドイツ軍も遅れながらも、Gew41（Gewehr41）などの半自動小銃の開発を急いでいた。
新型の自動火器の研究は続けられたが、7.92x57mmモーゼル弾の反動は強力で、これを使用したFG42などの自動小銃では、銃の重量は常に過大となり、連発時の命中精度は低下した。この問題を解決するためには、より反動の低い新たな弾丸を使用することが必要だった。
第二次世界大戦勃発前から、ドイツ陸軍兵器局では自軍の小銃の問題点を認めていた。当時の主力小銃はKar98k小銃だったが、陸軍兵器局ではこの小銃が従来想定されたような状況では使用されず、7.92x57mmモーゼル弾の威力も無駄になっていると捉えていた。また、Kar98kはボルトアクション式の小銃であり、自動小銃には速射性能で劣っていた。その後、MP38およびMP40短機関銃によって速射性能の不足は補われたものの、この短機関銃は拳銃用の9mmルガー弾を使用していた為、威力と射程に問題があった。

### MKb42

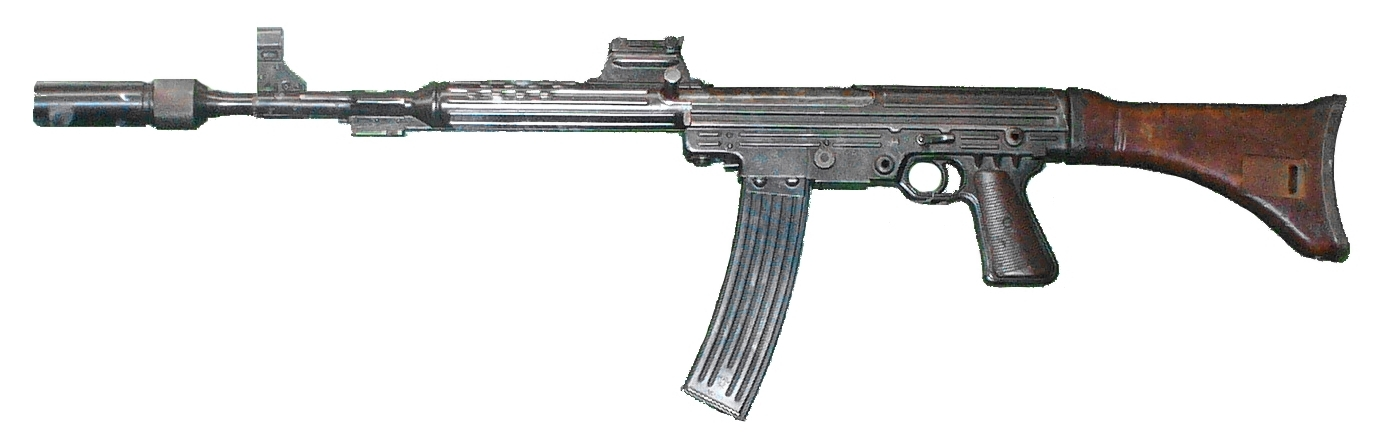
ワルサー社設計のMKb42(W)、先端に擲弾発射器が付属した状態

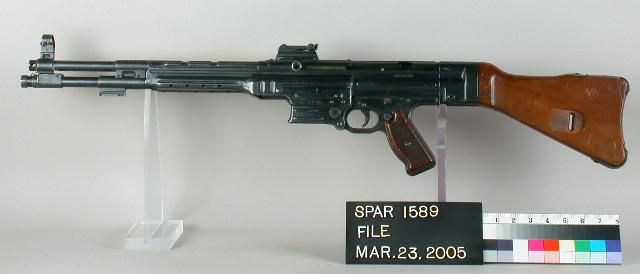
ヘーネル社設計のMKb42(H)

1938年、陸軍兵器局は新型短小弾の設計に着手する。1941年、新型自動小銃に先立ち、弾薬メーカーのポルテ社にて開発された7.92x33mm弾が、7.9mm短小歩兵弾（7.9 Infanterie Kurz Patrone）なる制式名称で採用された。この弾薬は、従来の7.92x57mmモーゼル弾と同口径とすることで、弾頭や薬莢について既存の生産設備が流用できるという利点があった。新型弾開発に合わせ、C・G・ヘーネル火器・自転車工場が7.92x33mm弾を用いる新型自動小銃の設計について陸軍兵器局と契約を交わした。設計責任者は、MP28などの開発者として知られるヒューゴ・シュマイザー技師だった。一方、ワルサー社も1940年に自社製自動小銃を原型とした設計案を提出し、1941年1月に正式な契約を交わした。この時点で、いずれの新型自動小銃もMaschinenkarabiner（MKb、機関騎兵銃の意）と仮称されていた。1942年、両社ともが最終的な試作モデルを提出した。双方の設計は大部分が酷似しており、ガス圧作動式であった。そして、セミオート（単射）・フルオート（連射）発射モードを備えていた。
ヘーネル社設計のオリジナル版MKb42(H)は、オープンボルト式・ストライカー式であった。レシーバーと、ピストルグリップ式のトリガーハウジングは、鋼鉄打ち抜き加工により製作され、バレル・アッセンブリのヒンジに取り付けられた。さらに、機関部に開閉構造を採用し、分解・清掃が短時間でできるようにされた。このヘーネル社のMKb42(H)は、ワルサー社のMKb42(W)よりも優れていることが分かり、軍はいくつかのマイナーチェンジを加えた次のバージョンをヘーネル社に求めた。一つは着剣装置の取り付け、もう一つはライフリングのピッチ変更である。
これらを変更した量産先行品は、1942年11月に実地に送られた。受け取った兵士はこの新たな銃を愛用し、予約も出た。さらに変更点を加えた別のセットは、排莢口に防塵用のヒンジ式カバーを追加し、行動中の機関部保護を容易にした。また、スコープ装着用レールも取り付けられた。これらの変更点を加えたMKb42(H)は、1942年後期から1943年初期にかけ、11,833挺が実戦試験用に量産された。
しかし、総統アドルフ・ヒトラーはMKb開発を中止させ、代わりに従来の小銃弾を用いる半自動小銃を設計するようにと命じた。これはヒトラー自身が第一次世界大戦での経験から7.92x57mmモーゼル弾を強く信頼していた為とも言われている。新計画の元で設計されたGew41半自動小銃は欠陥が多く、その後改良を加えて設計されたGew43半自動小銃も十分な性能を有してはいなかった。

### MP43

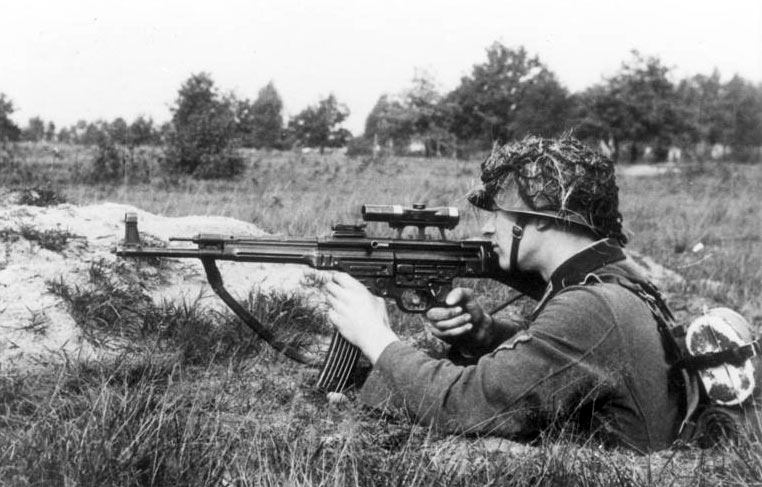
1943年10月、GwZF4 照準器装備のMP43を構えるドイツ兵

ヒトラーによる命令の後も、アルベルト・シュペーア軍需相は密かにMKb開発を継続させた。
武器開発計画を保護するため、従来のモーゼル弾を使った新計画MKb43(G)がグストロフ財団により始められた。これを量産する意図はなかったが、ヒトラーが銃の開発状況について尋ねた時には、常にこの銃のプロトタイプを見せるようにしていた。
オープンボルト作動式のMKb42(H)からクローズドボルト作動式のMP43に至る過程で名称はまずMP43/1となった。MP43とMP43/1の相違点はごく僅かだが、明白な違いとして確認できる。MP43/1の作動方式はクローズドボルトでMP43と同じ。銃口部分はねじ込み式の擲弾筒（グレネードランチャー）を取り付けるためのねじ切りが余分にしてあり（MKb42と同一）、バレルナットもMKb42と同一のものであった。バレルは、MP43が銃口に向かって一段細く切削加工されているのに対して、MP43/1のバレルは同一径の筒状であった。フロントサイト基部の形状も大きく違っている。また、リアサイト基部にはZF41 照準器を取り付けるレールがプレスされている。シリアルナンバー上ではa系とb系があり、a系のリアサイトには照準器取り付け用レールに照準器を固定するための切り欠きがあった。のちのMP43以降はKar98k用擲弾筒（グレネードランチャー）を流用するためフロントサイト基部の形状が改められている。
MKb42(H)は、MP43/1という過渡期の形状を経て、名称をMaschinenpistole 43（MP43、43年式機関拳銃）と呼び替えられ、既存のSMGの改良版であると擬装された。
1943年夏、およそ15,000丁が国内予備軍の訓練部隊にて配備された。これはMP43の最初の公的な配備であった。やがて計画の真相が浮上し、ヒトラーは再び計画中止を命令した。しかし、配備先の国内予備軍で高く評価されたこともあり、止むを得ず計画継続と前線での実地試験を認めた。
最初の本格的実戦運用は、東部戦線北部に展開していた第93歩兵師団が1943年10月に行った防衛作戦においてであった。この戦いにおいて、MP43は非常に信頼性が高く実用的な銃であることが実証され、兵士らは従来の短機関銃よりもMP43を好んで使ったという。まもなくして、ヒトラーも量産を認めた。

### StG44

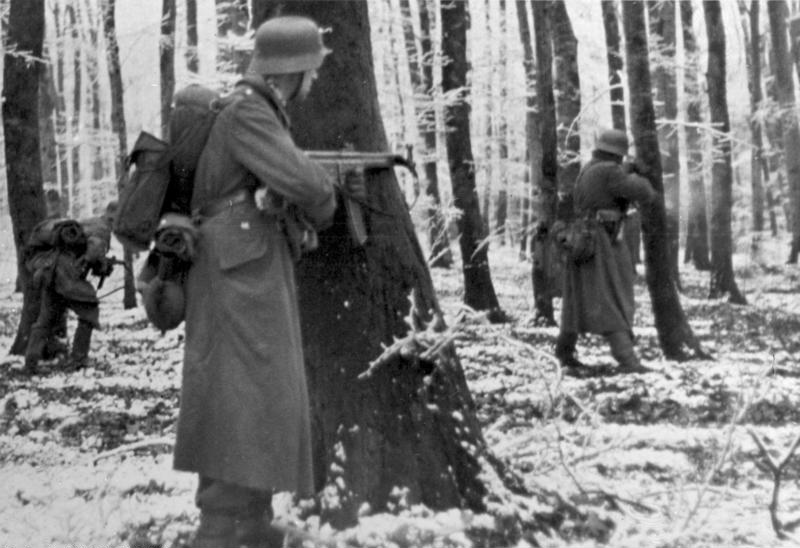
1944年、バルジの戦いでのドイツ兵

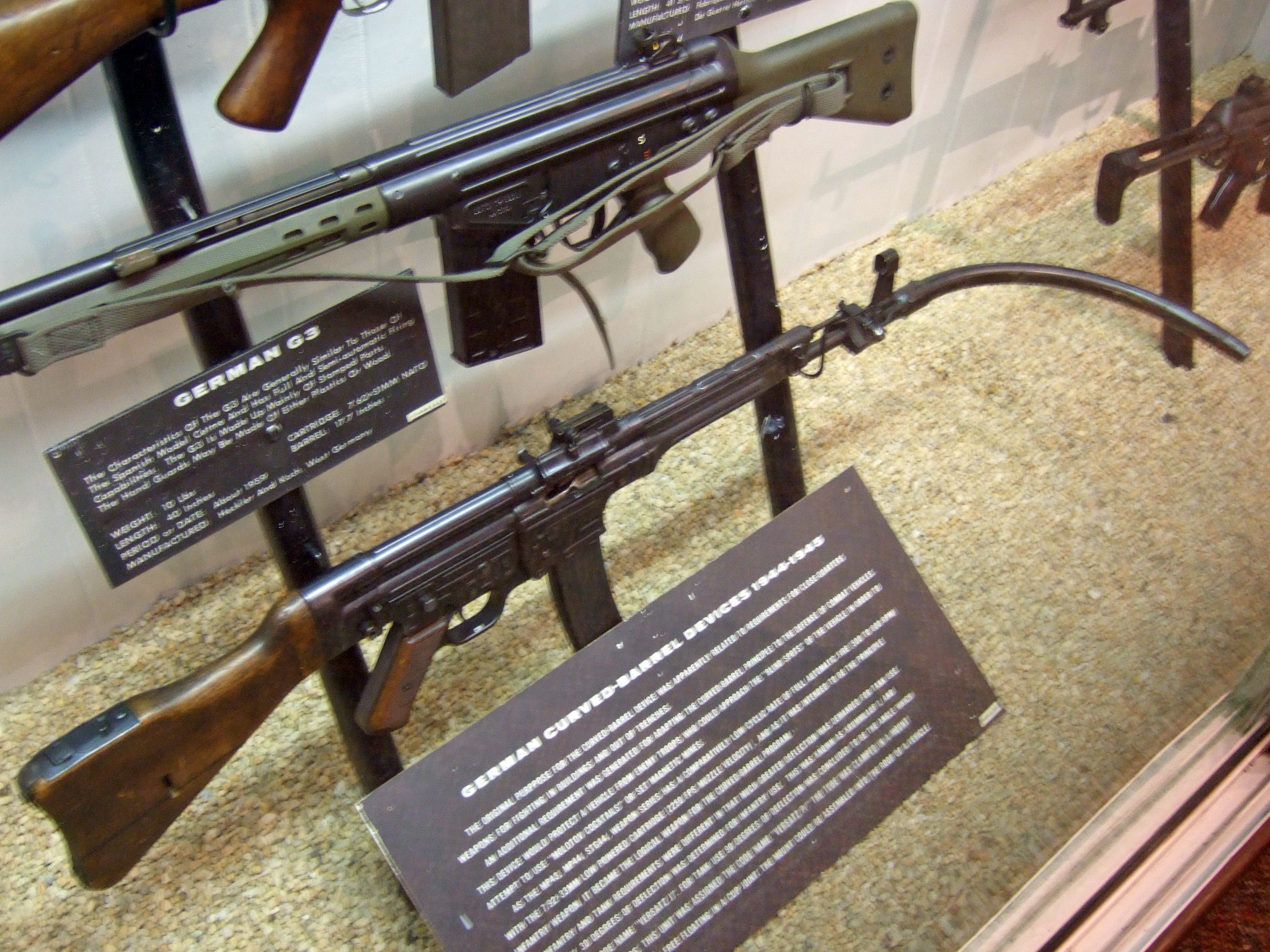
屈曲銃身を取り付けたStG44

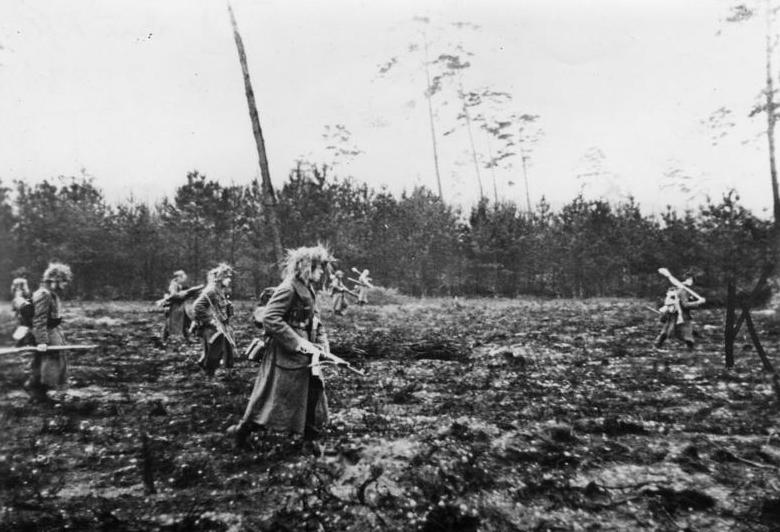
1944年、アーヘン

1944年春、MP43はMP44やGewehr 44という名称を経て、Sturmgewehr 44（44年式突撃銃）すなわちStG44と改称された。"Sturmgewehr"（突撃銃）という用語は新しい種別の小銃であることを強調する宣伝的な名称として、ヒトラー自身が考案したとも言われている。
StG44はほとんどが陸軍部隊に配備されたが、武装親衛隊でも使用された。戦利品としての人気も高く、バストーニュの戦いの際には鹵獲したStG44を愛用したアメリカ兵がいたと伝えられている。
終戦までにおよそ425,000丁が生産された。同時期の主力小火器、Kar98k（およそ10,000,000丁）やMP38/MP40（およそ1,000,000丁）に比べれば非常に少なかった。計画された生産数約4,000,000丁には遠く及ばず、実際の配備数はさらに少なかったことから主力小火器としては絶対的に不足しており、Stg44とこれを支援する少数のMG42/Kar98kという構成の部隊は戦場では少数で、44～45年型編制の歩兵中隊は従来通りの武装(MP40、MG42、Kar98k、P38）が基本であった。
StG44は、特に東部戦線正面（この銃が最初に試用された場所）において、非常に実用的な銃であることを実証した。StG44を装備した突撃兵は、MP40の射程では届かない距離でも、また、Kar98kでは近すぎる市街戦でも柔軟に対応できた。さらには、軽機関銃の代わりに限定的な制圧射撃で援護を行うことすら可能であった。MP43/MP44/Gew44/StG44の革新性は終戦後も色あせることなく、後続の突撃銃（アサルトライフル）開発へ多大な影響を与えた。いわば端境期の小銃といえる。
StG44の42cmにわたる銃身からの初速は685m/sになる。比較のために例を挙げると、Kar98kが732m/s、ブレン軽機関銃が744m/s、M1カービンが585m/s、MP40が365m/sとなっている。
krummer Lauf（クルマー ラウフ）または Krummlauf（クルムラウフ）と呼ばれる装置も設計された。名称は屈曲銃身を意味する。先端に付けるアタッチメントを意味する Vorsatz（フォアザッツ）または Vorsatzlauf（フォアザッツラウフ）という呼称も存在し、日本では誤った読み「ボーザッツ」で知られている。銃身を緩やかに折り曲げ、潜望鏡や鏡で照準を行い、安全な物陰から射撃を行うための付属機器である。これにはいくつかのバリエーションがある。歩兵用"I"バージョンと戦車兵用"P"バージョンで、後者は特に戦車の死角となる位置を車内から射撃するのに有用であると考えられた。曲げ角度には30度・45度・60度・90度があり、StG44用とMG42用がある。30度のStG44"I"バージョンは、少数が量産された。しかし、曲げた銃身が多くの弾の発射に耐えられず（150発程度で実用限度に達したらしい）、弾丸が屈曲銃身を通る際に変形するために弾道も安定せず、実用性は低かった。

### 後期のプロトタイプ
モーゼルは、ローラー遅延式ブローバック方式のStG45(M)のプロトタイプを開発していた。これらは後に、セトメ・ライフル、H&K G3およびMP5に引き継がれた。
終戦直前に、さらに安価に量産するための土壇場の努力がなされた。これは、国民突撃銃（Volkssturmgewehr, VG）と呼ばれ、そのプロトタイプのうち、いくつかはガス遅延式ブローバック方式を採用していた。

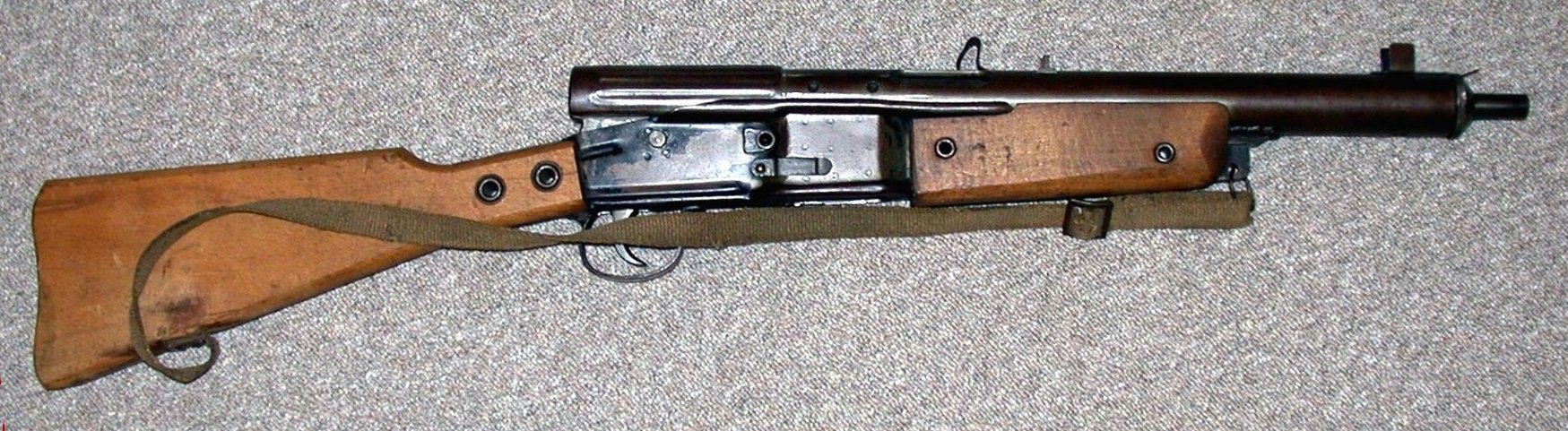
グストロフ社製VG-45

### 戦後

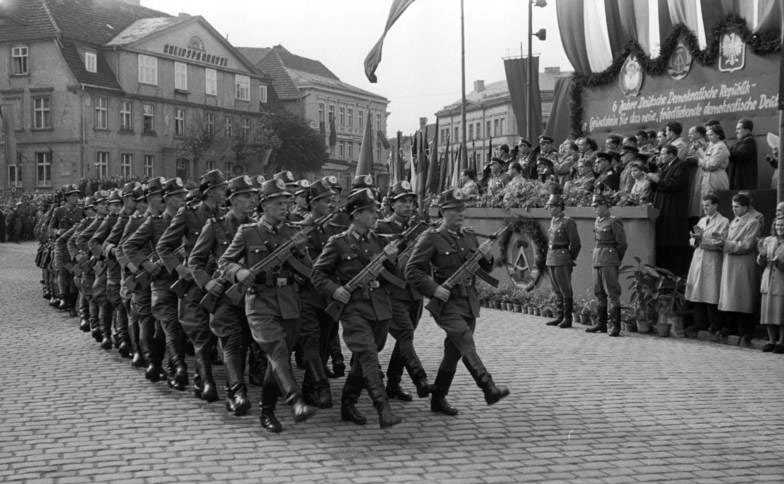
1955年、東ドイツのノイシュトレーリッツ市で建国記念日のパレードを行う東ドイツ人民警察。StG44は1960年代まで使用された

独ソ戦において数多くの教訓を得たソ連は、他国に先んじて「Sturmgewehr」アサルトライフルの概念を自軍に取り入れた。ミハイル・カラシニコフが開発したAK-47は、StG44同様に短小弾と分類された7.62x39mm弾を使用し、設計思想を引き継いだ。ただし、内部の機械的構造はM1カービンを参考にしたとされる。この銃は、英語での訳語「アサルトライフル」を顕著にし、より広めることとなった。
その間も、西側諸国の多くは既存の武器を使用し続けた。7.62x51mm NATO弾の採用は、西側のアサルトライフルの出現をさらに遅らせることとなった。
その後、NATO弾は7.62x51mmから5.56x45mm NATO弾に変更された。これは、携行弾薬の増加を狙ったものである。変更された弾薬は、より小さくより高初速になり、武器自体も軽くなった。この点では、M2カービン（M1カービンのフルオートが可能なタイプ）および.30カービン弾開発の経緯にも似ている。ソ連もその利点に着目し、NATO弾に似た5.45x39mm弾を使用するAK-74を開発した。
ドイツ民主共和国(東ドイツ)の国家人民軍では、1960年代に入って国産のMPi-K(ライセンス生産されたAK-47)が行き渡るまではMPi-44の名称でStG44を使用し続けていた。同様にドイツ人民警察もPPSh-41に置き換えられるまで同じ名称で使用した。南ベトナム解放民族戦線も使用した。
1947年頃には何らかの形で南米諸国に持ち込まれた。当時、新型自動火器の採用を模索していたアルゼンチンでは、持ち込まれたStG44に対するリバースエンジニアリングを試み、CITEDEF（国軍科学技術研究所）とドミンゴ・マテウ兵器廠（Fábrica Militar de Armas "Domingo Matheu"）が協同でクローンモデルの設計を行った。このモデルにはCAM 1という名称が与えられた。また、7.92x33mm弾もサン・ロレンツォ陸軍弾薬廠（Fábrica Militar de Cartuchos “San Lorenzo”）にて国産化された。ただし、CAM 1自体の開発および研究は1953年から1954年頃に中止されたと言われている。
それ以外にも、いくつかの国では1980年代まで使用されていたという。また、シリア内戦最中の2012年には、自由シリア軍によって良好な状態で保管されていた5,000丁のStG44が発見された。

## レプリカ

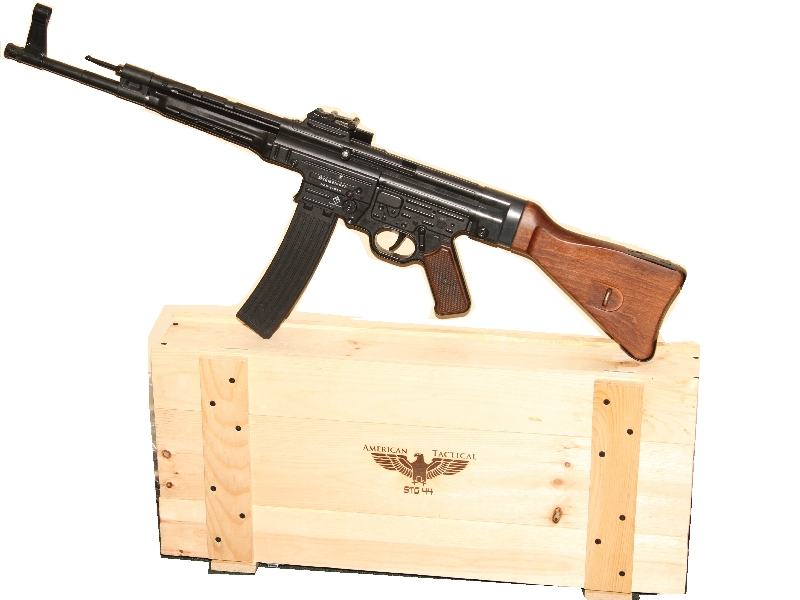
GSG-StG 44

ドイツのSport-Systeme Dittrich社（SSD）では、MKb42(H)とMP43、StG44のレプリカを、それぞれBD42(H)、BD43/1、BD44の名称で販売している。また、同社は2009年のIWA ガンショーでMP40風の折りたたみストックを装備したMP44や、ピカティニー・レールを装備した現代風MP44を公開した。
2012年、ドイツのジャーマン・スポーツ・ガンズ社（German Sport Guns, GSG）は、StG44のレプリカをGSG-StG44の製品名で発売した。GSG-StG44は小口径の.22ロングライフル弾を使用する半自動小銃である。
2015年、アメリカの銃器メーカーであるヒル・アンド・マック・ガンワークス社（Hill & Mac Gunworks, HMG）は、HMG Sturmgewehrの製品名でStG44の近代化モデルを発表した。HMG Sturmgewehrはセミオート射撃専用の半自動小銃で、AR-15用弾倉をそのまま使用する5.56x45mm弾モデルが標準となるが、オリジナルのStG44と同じ7.92x33mm弾のほか、その他いくつかの口径のモデルが設計される予定だという
。

## 登場作品
第二次世界大戦を題材とした作品では、ドイツ国防軍や武装親衛隊の装備として登場することが多い。

### 映画
『オフサイド7』
実銃の連射シーン有り。
『橋』
橋の守備にあたる少年兵のうち、リーダー格の少年に支給される。
撮影用の弾薬が無かったためか、射撃の場面ではストックを付けたMP40で代用している。
『バルジ大作戦』
映画の冒頭でドイツ国防軍からの鹵獲兵器として登場。
『ヒトラー 〜最期の12日間〜』
作中随所に登場。
『フューリー』
武装親衛隊のほか、ウォーダディーが使用する。終盤の武装親衛隊大隊との戦闘では、ウォーダディーらが搭乗するM4A3E8 シャーマン、通称「フューリー」に肉薄し、よじ登ってきた武装親衛隊に対して射撃を行うが弾が切れ、とっさに本銃を投げつけるシーンがある。
『炎628』
アインザッツグルッペン所属の武装親衛隊の装備として登場。

### アニメ・漫画
『HELLSING』
ミレニアム大隊が使用。
『旭日の艦隊』
2000年から製作されたOVA版の中で、ドイツ兵の主力火器の1つとして登場。
『黒騎士物語』
戦車猟兵「黒騎士中隊」のバウアー中隊長などが使用する。
『犬狼伝説』
特機隊（首都圏治安警察機構・特殊武装機動警備大隊）が使用。
『人狼 JIN-ROH』
養成校での実弾射撃訓練シーンで、バースト射撃を行っている。模擬戦闘訓練ではStG44を元にした架空銃が使用されている。
『ブレイブウィッチーズ』
ヴァルトルート・クルピンスキー中尉が使用。8話ではカンプピストルを装着している。

### 小説
『鏖殺の凶鳥』（文庫名：『凶鳥〈フッケバイン〉 ヒトラー最終指令』）
MP44の名称で登場。主人公のグロスマイスター大尉率いるドイツ国防軍特殊降下猟兵中隊が装備している。
『魔弾』
カスタマイズされたStG44がナチス・ドイツ武装親衛隊の特殊な狙撃作戦に使用される。ドイツには狙撃に適した優秀なボルトアクションの銃が他にあるのに何故狙撃に最適とはいえないStG44をあえて使うのか、というのがこの作品の鍵となっている。
『レッドサン ブラッククロス』
StG44の銃床を折り畳めるようにした降下猟兵仕様「MP47」が登場（本作におけるStG44はMP44の名称になっている）。合衆国に侵攻したドイツ降下猟兵らが装備しているほか、日本軍兵士らもドイツ兵から鹵獲した本銃を員数外の装備品として使用する。
『ヤングガン・カルナバル』
毒島将成が使用。

### ゲーム
『サドンアタック』
ゲーム内のメイン武器として登場する。課金武器。
『Alliance of Valiant Arms』
ゲーム内兵科「ライフルマン」のメイン武器として登場する。課金武器。
『BATTALION1944』
StG44として防衛陣営の武器として登場。
『Enlisted』
ノルマンディー侵攻でドイツ軍が使用。「MP43」、「Stg44」として収録されている。
そしてベルリンの戦いでも、ドイツ軍が使用する「MP43」、「スナイパーStG44」として登場。
『Men of War: Assault Squad』
ドイツの突撃分隊長・装甲擲弾兵・突撃部隊が使用。
『The Saboteur』
「MP44 MG」の名称で登場し、ナチス兵士が使用する。また、「Terror MP60」の名称でドラムマガジンを装着したものも登場する。
『コール オブ デューティシリーズ』
『CoD』
ドイツ軍のマシンガンとしてMP44が登場する。
『CoD:UO』
ドイツ軍のマシンガンとしてMP44が登場する。
『CoD2』
ドイツ軍のマシンガンとしてMP44が登場する。
『CoD2:BRO』
ドイツ軍のマシンガンとしてMP44が登場する。
『CoD3』
ドイツ軍のマシンガンとしてMP44が登場する。
『CoD4』
マルチプレイモードでのみ、おまけとして使用可能。使用条件は階級が大将になる事。他の現代武器と違い、消音器やダットサイトを装着できない。
『CoD:WaW』
ドイツ軍の小銃として登場する。
『CoD:BO』
キャンペーンでのみドイツ軍が使用しており、主人公も拾えば使用可能。ゾンビモードにも登場。
『CoD:BO2』
ゾンビモードのOriginsでのみ登場。
『CoD:AW』
マルチプレイでのみ登場。
『CoD:MWR』
マルチプレイモードでのみ、おまけとして使用可能。使用条件は階級が大将になる事。他の現代武器と違い、消音器やダットサイトを装着できない。
『CoD:WWII』
ドイツ軍の小銃として登場する。
『スナイパーエリートV2』
DLC「The Landwehr Canal Pack」を導入することで「MP44」の名称でSMGとして登場し、使用可能になる。
『トータル・タンク・シミュレーター』
ドイツ、英国、イタリアの突撃兵が装備している。
『バトルフィールド1942』
ドイツ軍突撃兵が使用。初期バージョンでは日本軍突撃兵も使用していた。第二次世界大戦を題材にしたMODでも多く登場。
『バトルフィールドV』
突撃兵で使用可能、ランク13でアンロックされる。
『メダル・オブ・オナー アライドアサルト』
ドイツ国防軍の新型兵器として登場。プレイヤーはミッションでこれの実物と資料の奪取を命じられる。